# Festives Halles

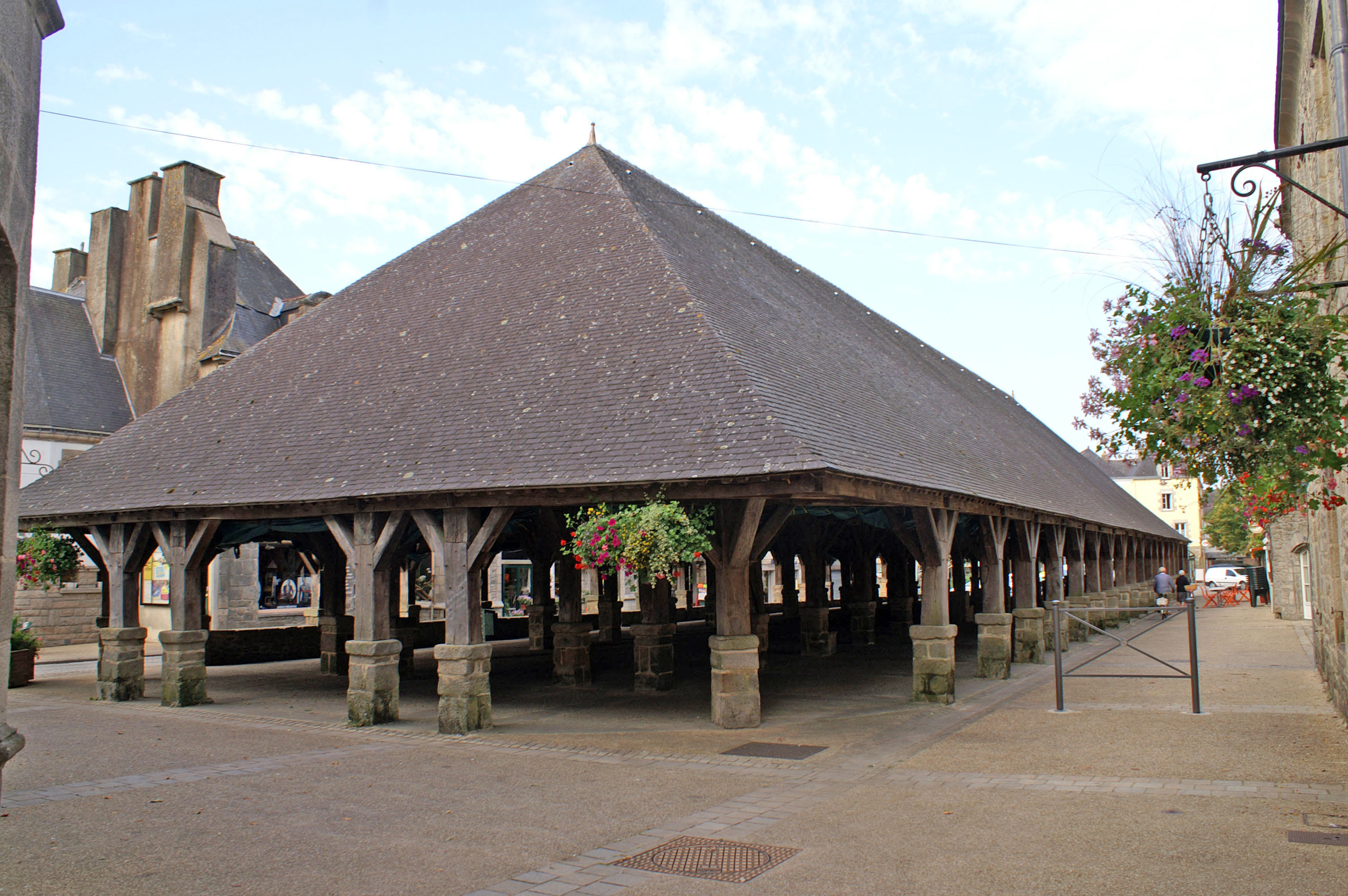
Les halles historiques de Questembert

Les Festives Halles est un festival de spectacles de rue qui se tient annuellement à Questembert (Morbihan) de 1997 à 2016.

## Historique
Le festival naît à la suite de la rénovation des halles de Questembert (XVIe siècle), à l'initiative du maire de Questembert, Paul Paboeuf, et du musicien Roland Becker, qui en est le premier directeur artistique.
L'évènement a lieu chaque année le dernier samedi du mois d'août dans les rues et sur les places du centre historique de Questembert, ainsi que sous les halles. Tous les spectacles sont gratuits et le festival bénéficie de l'aide d'une centaine de bénévoles.
En novembre 2016, la maire de Questembert, Marie-Annick Martin, annonce la fin des Festives Halles.

## Programmation
Une vingtaine de compagnies artistiques se produisent chaque année aux Festives Halles. Les spectacles proposés vont du théâtre de rue à la musique, en passant par le cirque et la danse.

## Concours d'effouche-pichons
L'effouche-pichon (épouvantail en langue gallèse) est l'emblème des Festives Halles. Un concours d'épouvantails se déroule chaque année, avec un thème différent. Les résultats du concours sont traditionnellement annoncés sur le parvis des halles le samedi à 20 h 34 précises.